# Alberto Rivera
Alberto Magno Romero Rivera (19. srpna 1935 Las Palmas de Gran Canaria – 20. června 1997 Oklahoma) byl španělský protestantský protikatolický aktivista a podvodník, jenž byl pro fundamentalistického protestantského vydavatele Jacka Chicka zdrojem konspiračních teorií o Vatikánu.

## Životopis
Rivera se narodil v Las Palmas na Kanárských ostrovech v roce 1935 a zemřel 20. června 1997 v Broken Arrow v Oklahomě ve Spojených státech. Rivera tvrdil, že před tím, než se stal fundamentalistickým protestantem, byl členem řádu Tovaryšstva Ježíšova a tím se dostal k tajemstvím katolické církve a především Jezuitského řádu. Gary Metz v časopise Cornerstone č. 53 zkoumal některá z Riverových tvrzení o jeho životě a dospěl k jednoznačnému závěru, že Rivera je podvodník.

### Riverova verze
Rivera tvrdil, že byl po svém údajném vzdělání v katolickém semináři poslán zničit různé protestantské organizace a zdiskreditovat protestantské vůdce, ale byl rozčarován po objevu, že Vatikán stojí v pozadí zednářství a že jeho úcta k Panně Marii je v rozporu s Biblí. V roce 1965 na jedné ekumenické konferenci, probíhající na guatemalském stadiónu před padesátitisícovým publikem, veřejně obžaloval katolickou církev. Jezuité jej pak údajně poslali do přísně utajeného sanatoria ve Španělsku, aby se zřekl svého vyznání. Zde měl být mučen a měly mu být podávány drogy, při čemž málem zemřel. Posléze byl uložen do „železných plic“ (speciální lékařské zařízení na podporu dýchání při kolapsu plic a problémech s dýcháním), neboť jeho plíce byly zničené hrubým zacházením. V blízkosti smrti požádal Ježíše, aby mu odpustil, a byl zázračně uzdraven. Představený jezuitů se měl pokoušet přimět Riveru k návratu do katolické církve, ale namísto toho dospěl k tomu, že vydal Riverovi pas a doklady, které potřeboval k útěku ze Španělska. Poté letěl Rivera do Londýna a tam zachránil svoji sestru Marii, řeholnici, poté co údajně téměř zemřela v klášteře.

### Verze časopisu Cornerstone
Podle článku v Cornerstone měl Rivera „v minulosti opletačky se zákonem“, včetně zpronevěry, krádeže kreditní karty a vystavování falešných šeků. Byly na něj vydány zatykače ve státech New Jersey a na Floridě a kvůli „klamáním a podvodům“ jej hledala španělská policie. Ač v USA v roce 1967 tvrdil, že koná peněžní sbírku pro španělskou vysokou školu, daná škola tyto peníze nikdy neobdržela. Měnil svoje výpovědi – v roce 1964 říkal, že opustil katolickou církev v červenci 1952, ale později, roku 1967, uváděl datum 20. března; navzdory tomu stále ještě propagoval katolicismus v novinovém rozhovoru v srpnu toho samého roku. Ačkoliv byl pravděpodobně umístěn do sanatoria v roce 1965 a byl zde ponechán tři měsíce, udal jako datum svého propuštění září 1967, a tak dobu více než rok ponechal bez vysvětlení.
Dokument, dokládající jeho vysvěcení na katolického kněze, byl získán podvodně. Katolická církev popřela, že by kdy byl jezuitským knězem či biskupem. Rivera měl sestru v Londýně, ale nejmenovala se Marie, nebyla řádovou sestrou a nežila v klášteře. Ve formuláři o pracovním poměru datovaném k roku 1963 tvrdil, že je ženatý s Carmen Lydií Torresovou a že mají spolu v USA dvě děti, zatímco později tvrdil, že tou dobou byl celibátním knězem ve Španělsku.
Cornerstone také ověřoval Riverovy akademické tituly, včetně tří údajných doktorátů (Th.D., D.D. a Ph.D.). Časopis referuje, že by Rivera neměl dostatek času na to, aby tyto akademické tituly stihl získat. Rivera musel přiznat jejich nákup na „diploma mill“ v Coloradu.

## Výpovědi proti katolicismu a islámu
Podle Rivery jsou jezuité zodpovědní za recesi, komunismus, islám, nacismus, světové války, Jonestownský masakr (hromadná sebevražda více než 1000 příslušníků sekty Svatyně lidu, založené americkým pastorem J. W. Jonesem, v guayanském Jonestownu v roce 1978) a atentát na Abrahama Lincolna; dále tvrdil, že katolická církev chce rozšířit homosexualitu a potraty, že charismatické hnutí je čelní frontou katolické církve, že papežové jsou antikristi, že katolická církev je Nevěstkou z biblické knihy Zjevení a že prorok Mohamed byl použit katolickou církví k vytvoření islámu a ke zničení Židů a ostatních křesťanských skupin. Dle Rivery Mohamedova první žena Khadija byla katolickou jeptiškou v arabském klášteře, které řekl biskup, aby se za Mohameda provdala a rozsévala símě toho, z čeho později vznikl islám.

## Riverova postava v „Chick Tracts“
Z komiksů Jacka Chicka je věnována hlavní pozornost Riverovi v těchto šesti z nich: Alberto, Dvojí kříž (Double Cross), Kmotři (The Godfathers), Moc (The Force), Čtyři jezdci (Four Horsemen) a Prorok (The Prophet). Někteří lidé se jimi přímo odmítají zabývat, ačkoliv Chick rovněž tiskl série protitvrzení na další otázky. Chickovy komiksy a pojednání byly odstraněny z mnoha křesťanských knihkupectví z důvodu, že jejich protikatolická obvinění byla lživá a bigotní. Chick pak odešel z Křesťanské knihkupecké asociace (Christian Booksellers Association) poté, co Asociace začala uvažovat o jeho vyloučení. Chick nazývá Riveru nejzbožnějším člověkem, kterého kdy potkal, a tvrdí, že obvinění proti němu samotnému a proti Riverovi jsou spiknutím katolické církve.

## Smrt
Rivera zemřel na rakovinu konečníku. Místo Riverova posledního bydliště (i místo jeho smrti) – Broken Arrow v Oklahomě – nebylo známo až do jeho smrti. Chick posléze tvrdil, že Riverovo tělo bylo potají vyvezeno z Oklahomy a pohřbeno na utajeném místě při soukromé smuteční bohoslužbě z obavy, že jezuité by mohli jeho tělo exhumovat a znesvětit. Tato obava, ačkoliv je dosti bizarní, mohla souviset do jisté míry s neslavnou Synodou mrtvých (Synodus Horrenda) v roce 897, na které bylo tělo papeže Formosa exhumováno a „souzeno“ pozdějším papežem Štěpánem VI. Tento soud však neměl nic společného s jezuity, neboť řád byl založen po roce 1540.
Riverův pohřeb byl proveden Mooreovým Southlawnským pohřebním ústavem v Tulse v Oklahomě. Podle jejich záznamů byl pohřben na hřbitově Rose Hill v severní Tulse, na křižovatce Admiral Street a Yale Avenue, v nejsevernějším rohu hřbitova.

## Ukázka z Riverova textu
„Dnes jsou již jezuité tajně zakořeněni ve vedení všech církví a náboženských systémů, tajně ovládají všechny světové i menší banky a peněžní ústavy, tajně znovu pronikli do všech vlád, parlamentů a soudů každé země, podařilo se jim nepozorovaně proniknout do všech druhů sdělovacích prostředků, rozhlasu a televize po celém světě, tajně vnikli do všech světových hospodářských a náboženských organizací a mezinárodních institucí, mají tajně pod svou kontrolou všechny biblické společnosti a všechna biblická a teologická vydavatelství a nepozorovaně také pronikli do všech církevních škol všech denominací a do všech univerzit. V dnešní době se jim podařilo to, o co se marně pokoušeli již celá předchozí staletí. Teprve dnešní doba, ve které prostého člověka vysoká politika téměř nezajímá a kdy vládne otupělost a apatie k vládním vyjednáváním a intrikám mezi národy, dala průchod tajné práci jezuitů…“ (Předmluva ke knize Tajné dějiny jezuitů)

## Zhodnocení
Pokud se člověk dívá na tvrzení Alberta Rivery objektivně, Riverovo svědectví je zrazováno jeho vlastními výroky, neboť mnohá jeho tvrzení se ukazují jako historicky nekonzistentní až nesmyslná, podobně tomu je i ve věroučných obviněních katolické církve (např. výroky, že katolická církev chce šířit homosexualitu a potraty, když je naopak proti těmto skutečnostem ve svém učení jasně vyhraněna ad.). Jeho snahy se tak řadí mezi další konspirační teorie, dle kterých za všechna dění ve světě mohou: Židé, zednáři, mimozemšťané, katolíci, jezuité, ilumináti atp.